# Kaukaz (poemat)
Kaukaz (oryg. ukr. Кавказ) – poemat Tarasa Szewczenki napisany w 1845, zawarty w niepublikowanym za życia twórcy zbiorze Trzy lata. 

## Okoliczności powstania utworu
Szewczenko poświęcił Kaukaz pamięci swojego przyjaciela Jakuba de Balmaine'a, malarza i oficera armii rosyjskiej, poległego w czasie walk na Kaukazie pod aułem Dargo. Podjęcie tematyki walki Imperium Rosyjskiego z powstaniami narodowymi ludów Kaukazu mogło mieć związek z popularnością tej problematyki w twórczości poetów identyfikujących się z ideami demokratycznymi lub narodowowyzwoleńczymi (Aleksander Puszkin, Michaił Lermontow, Aleksander Bestużew-Marlinski). Tezę tę może potwierdzać fakt, iż Szewczenko - za pośrednictwem swojego znajomego Sawicza - przekazał odpis wiersza Adamowi Mickiewiczowi.
Kaukaz stanowi równocześnie artystyczne dopełnienie napisanego rok wcześniej Snu, dodając do zawartych w nim gwałtownych wezwań do buntu lament nad losem narodów uciskanych przez Imperium Rosyjskie.  

## Treść

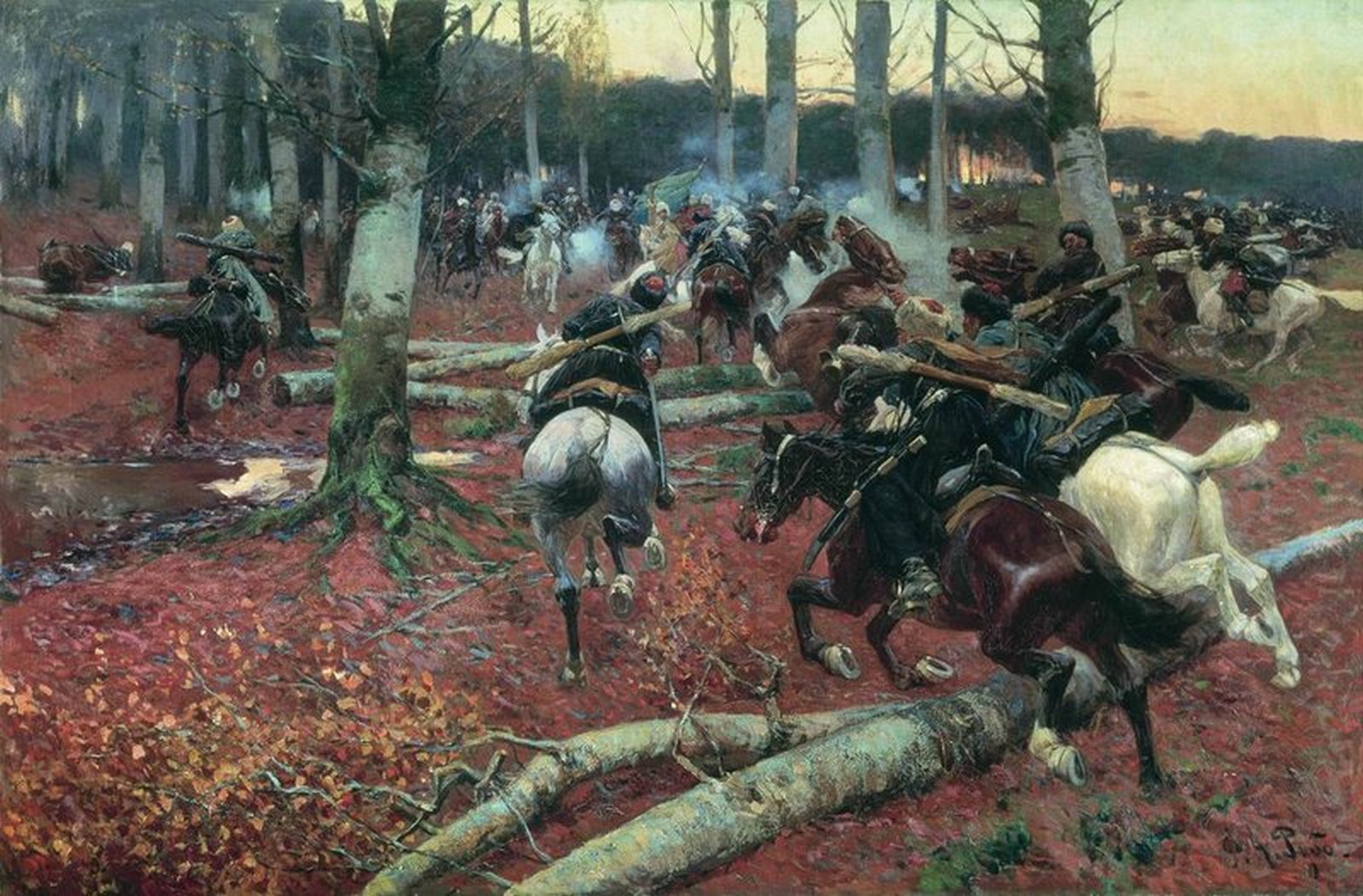
Scena z wojny kaukaskiej, obraz Franza Roubauda

Mottem utworu jest fragment Księgi Jeremiasza - Kto da głowie mojej wodę, a oczom moim źródło łez? i będę płakał we dnie i w nocy pobitych. Następnie podmiot liryczny-poeta przedstawia góry kaukaskie jako góry (...) ludzką krwią omyte i nawiązuje do mitu o Prometeuszu przykutym do skał Kaukazu i atakowanym przez orła wyjadającego mu wątrobę. Poeta porównuje Prometeusza, który mimo tych cierpień żył nadal, do uciśnionych narodów, które mimo znoszonych cierpień nadal nie tracą ducha. Następnie zwraca się do Boga, wyrażając wiarę w jego sprawiedliwość i wszechmoc. Zaraz jednak przypomina, że mimo tej wiary nadal trwają represje związane z rosyjskim podbojem Kaukazu, których symbolem i sprawcą staje się car. 
Kolejny ustęp poematu naśladuje i parodiuje rosyjskie manifesty kierowane do ludów Kaukazu z fałszywymi zapowiedziami ich "wyzwolenia" przez wojska carskie. "Manifest" deklaruje głębokie przywiązanie wojsk rosyjskich do chrześcijaństwa, obiecuje Gruzinom przekazanie jej mieszkańcom cennej wiedzy, pod płaszczykiem pochwały Rosji podkreśla policyjny charakter państwa i bezwzględność szlachty w odniesieniu do chłopów. Następnie poeta komentuje domniemany "manifest", stwierdzając, że wiara rosyjska jest fałszywa, nazywa cara i szlachtę "obłudnikami i krętaczami". Zwraca się do Chrystusa, stwierdzając, że jego ofiara nie przyczyniła się do odkupienia ludzi. Wręcz przeciwnie - samowładztwo traktuje prawosławie instrumentalnie. Ponownie fragment wiersza naśladuje carskie manifesty. Tym razem "Rosjanie" deklarują chęć podzielenia się z podbijanymi narodami cenną wiedzą - umiejętnością budowana więzień i kucia kajdan.
W ostatnim ustępie poematu poeta zwraca się do zabitego de Balmaine'a, któremu dedykował poemat. Wyraża żal z powodu faktu, że zginął on nie w walce za wolną Ukrainę, a wręcz przeciwnie - jako żołnierz carski, walczący "za tyrana". Mimo tego poeta nie potępia przyjaciela, jest jedynie pogrążony w smutku z powodu takich okoliczności jego śmierci. 

## Forma i wymowa utworu
Kaukaz składa się z kilku monologów wygłaszanych naprzemiennie przez poetę-przyjaciela de Balmaine'a, wroga caratu i zwolenników samowładztwa, stylizowanych na carskie "manifesty" i deklaracje przedstawianie podbijanym narodom. Wypowiedzi poety pełne są emocji, nawiązując do biblijnego płaczu Jeremiasza nad losem narodu wybranego ukazują jego rozpacz z powodu losu Ukraińców i innych narodów uciskanych przez carat. Mimo tego poeta nie traci wiary w bożą sprawiedliwość, która nadejdzie w przyszłości i w zwycięstwo ruchów narodowowyzwoleńczych w ich walce zbrojnej. Wierzy, że wolność, prawda i sprawiedliwość są wartościami ponadczasowymi, nawet jeśli ich triumf ma być oddalony w czasie. Nie jest jednak w stanie pojąć, dlaczego Bóg przyjmuje ofiary przekazywane mu przez osoby, które jedynie zewnętrznie deklarują przywiązanie do wartości chrześcijańskich, modlących się za dalsze sukcesy wojenne caratu (chociaż nie dopuszcza się, jak w Śnie, bluźnierstwa). 
Swobodna wersyfikacja dzieła, zmiany rytmu i rozmieszczenia rymów czynią z Kaukazu rodzaj swobodnej i spontanicznej medytacji nad losem uciskanych narodów, skargi połączonej z niezachwianej wiarą w odmianę losu. 